# Hinkesten
En hinkesten er en flad skive eller sten, der anvendes i hinkeleg i en hinkerude. Skiven var tidligere ofte af glas, men i de senere år er der også fremstillet hinkesten i plast, som dog ikke altid glider lige så let som glashinkesten.